# سوفیا مابریس
سوفیا مابریس (انگلیسی: Sofia Mabergs؛ زادهٔ ۹ آوریل ۱۹۹۳) ورزشکار کرلینگ اهل سوئد بود. او در حال حاضر در تیم آنا هاسلبوری در پست لید نقش آفرینی می‌کند. او با پیست هاسلبورگ مدال طلای کرلینگ زنان را در بازی‌های المپیک زمستانی ۲۰۱۸ به دست آورد.